# Korfí t' Aronioú
Korfí t' Aronioú (en griego, Κορφή τ’ Αρωνιού) es un yacimiento arqueológico ubicado en una colina cerca del mar en el sureste de la isla de Naxos, Grecia. 
En esta área arqueológica, explorada en 1962, se ha hallado una pequeña cámara en forma de elipse parcialmente delimitada por un abrigo de roca y que consta de un muro curvilineo con una puerta. En torno a esta cámara se han hallado restos que debieron pertenecer a otras construcciones pero que están en muy mal estado. Los hallazgos incluyen recipientes, herramientas, hojas de obsidiana y unas singulares placas de mármol sobre las que hay representadas escenas con animales y personas. Las representaciones trabajadas son claras sobre la piedra oscura. Se conservan en la Colección Arqueológica de Apératos.   
Se estima que cronológicamente el yacimiento pertenece a la última fase del periodo Cicládico Antiguo.
|          |
| IMAGEN 1 |

|          |
| Imagen 2 |

|          |
| Imagen 3 |

|          |
| Imagen 4 |